# 939
- Wikisource

| Calendário gregoriano                                                        | 939 CMXXXIX                                          |
| Ab urbe condita                                                              | 1692                                                 |
| Calendário arménio                                                           | 388 – 389                                            |
| Calendário bahá'í                                                            | -905 – -904                                          |
| Calendário budista                                                           | 1483                                                 |
| Calendário chinês                                                            | 3635 – 3636 Início a 23 de janeiro (aproximadamente) |
| Calendário copta                                                             | 655 – 656                                            |
| Calendário etíope                                                            | 931 – 932                                            |
| Calendários hindus - Vikram Samvat - Calendário nacional indiano - Cáli Iuga | 994 – 995 860 – 861 4039 – 4040                      |
| Calendário Holoceno                                                          | 10939                                                |
| Calendário islâmico                                                          | 327 – 328                                            |
| Calendário judaico                                                           | 4699 – 4700                                          |
| Calendário persa                                                             | 317 – 318                                            |
| Calendário rúnico                                                            | 1189                                                 |
| Calendário solar tailandês                                                   | 1482                                                 |

939 (CMXXXIX, na numeração romana) foi um ano comum do século X que começou numa terça-feira, segundo o calendário juliano. A terça-feira de Carnaval ocorreu a 26 de fevereiro e o domingo de Páscoa a 14 de abril. Segundo o horóscopo chinês, foi o ano do Porco, começando a 23 de janeiro (aproximadamente).
| Ano completo                        |
| ----------------------------------- |
| Ano comum com início à quinta-feira |

## Eventos
- O Vietname torna-se um reino tributário da China.
- 14 de Julho - Estevão IX torna-se papa.

## Mortes
- 13 de Julho - Papa Leão VII.
- 27 de Outubro - Rei Etelstano de Inglaterra.